# Glengarry Glen Ross
Glengarry Glen Ross – amerykańska tragikomedia na podstawie sztuki Davida Mameta.

## Główne role
- Al Pacino - Ricky Roma
- Jack Lemmon - Shelley Levene
- Alec Baldwin - Blake
- Alan Arkin - George Aaronow
- Ed Harris - Dave Moss
- Kevin Spacey - John Williamson
- Jonathan Pryce - James Lingk

## Nagrody
1992:
- MFF w Wenecji:
  - Puchar Volpi dla najlepszego aktora - Jack Lemmon
- MFF w Valladolid:
  - nagroda aktorska - Jack Lemmon, Al Pacino, Ed Harris, Alan Arkin, Kevin Spacey, Alec Baldwin, Jonathan Pryce
- Nagroda National Board of Review dla najlepszego aktora - Jack Lemmon
- MFF w Deauville:
  - nominacja do nagrody dziennikarzy

1993:
- - nominacja do Nagrody Amerykańskiej Gildii Scenarzystów za scenariusz adaptowany - David Mamet
  - nominacja do Złotego Globu za drugoplanową rolę męską - Al Pacino
  - nominacja do Oscara za drugoplanową rolę męską - Al Pacino